# Julinho
Júlio Botelho detto Julinho (San Paolo, 29 luglio 1929 – San Paolo, 11 gennaio 2003) è stato un calciatore brasiliano, di ruolo attaccante.
Considerato, dopo Garrincha, la migliore ala destra del calcio brasiliano, ha legato indissolubilmente il proprio nome al primo storico scudetto conquistato dalla Fiorentina nel campionato 1955-1956.

## Carriera
Magro, longilineo, baffetti alla Clark Gable: Julinho, figlio di un droghiere di San Paolo, fece il suo esordio nel luglio del 1950 nella Juventus-SP, una squadra minore di San Paolo, per poi passare, sette mesi dopo, alla più blasonata Portuguesa, per circa 400 000 lire dell'epoca. In maglia rossoverde Julinho giocò stagioni di ottimo livello (191 partite e 101 gol, con due tornei Rio-San Paolo conquistati nel 1952 e 1955), mettendosi in luce non solo come giocatore di classe ma anche per la sua correttezza, tanto da ricevere un premio dalla lega arbitrale brasiliana per non aver subito in tre anni neanche un'ammonizione. Pezzi forti del suo repertorio erano una magistrale finta di corpo, capace di sbilanciare l'avversario diretto senza toccarlo, e la precisione del suo piede destro negli assist (famosi i suoi traversoni "a pelo d'erba"), doti che lo portarono a disputare con la Nazionale brasiliana i campionati del mondo di calcio del 1954. In maglia verde-oro Julinho conta complessivamente 31 presenze e 13 reti.
Il calcio italiano notò presto quel brasiliano dall'aria compassata, e già nel 1951 l'Inter tentò di ingaggiarlo durante una tournée europea della Portuguesa. La sua affermazione definitiva avvenne al Mondiale 1954 disputato in Svizzera: Julinho realizzò un gol-capolavoro contro la grande Ungheria nel quarto di finale perso dal Brasile e da allora attrasse l'attenzione dei grandi club italiani ed europei. Fu la Fiorentina, nel 1955, ad aggiudicarselo, per la somma allora altissima di 5.500 dollari. Il giocatore era stato notato dall'allenatore Fulvio Bernardini, il quale affermò che «un'ala può arrivare a Julinho, non oltre». Provvidenziale per il tesseramento fu la discussa scoperta di un avo lucchese, tale Bottelli, nell'albero genealogico del campione brasiliano, che poté essere quindi acquistato come oriundo; in realtà, si scoprì successivamente che l'antenato, il quale avrebbe dovuto esserne il nonno, era un prete, e la Fiorentina subì un processo penale per alterazione di stato civile. Julinho, attaccatissimo al proprio Paese, rifiutò sempre di indossare i colori azzurri; non prese parte al Mondiale del 1958 perché il selezionatore Vicente Feola non intendeva convocare nessuno che non militasse in Brasile, sebbene per lui fosse disposto a fare un'eccezione, ma Julinho affermò tuttavia di non volere togliere il posto a chi se lo era conquistato giocando in patria.
Primo giocatore brasiliano della storia del club, in maglia viola Julinho disputò 98 incontri (89 in Serie A, 7 in Coppa Campioni e 2 in Coppa Grasshoppers) segnando 23 reti (22 in Serie A ed 1 in Coppa Campioni). Imprendibile sulla fascia, era capace di scardinare intere difese per poi servire cross forti e radenti al meno tecnico centravanti Virgili. Al termine della sua seconda stagione in Italia, con il contratto con la Fiorentina scaduto, tornò in Brasile deciso a rimanervi, angustiato dalla morte del padre e dalla conseguente solitudine della madre, ma Bernardini lo convinse a far ritorno. Colpito definitivamente dalla saudade, il campione lasciò nel 1958 la maglia viola per fare ritorno in patria, al Palmeiras, con cui giocò fino al 1967 per complessive 266 partite (77 gol), conquistando i campionati paulisti del 1959, 1963 e 1966, il Torneo Rio-San Paolo del 1965 ed il campionato brasiliano del 1960. Ma non aveva nemmeno dimenticato Firenze e la Fiorentina: alla sua morte si è appreso che aveva fatto dipingere di viola i muri della sua stanza e aveva disposto che sulla sua bara, insieme a quelli delle altre società in cui aveva militato, fosse steso un labaro viola. Nel 2013 entra nella Hall of Fame Viola. Il 31 luglio 2014, si è giocato in suo onore, il trofeo Julio Julinho Botelho, vinto dal Palmeiras contro la Fiorentina 2-1.

## Statistiche

### Presenze e reti nei club italiani[13]
| Stagione          | Squadra           | Campionato        | Campionato | Campionato | Coppe nazionali | Coppe nazionali | Coppe nazionali | Coppe continentali | Coppe continentali | Coppe continentali | Altre coppe | Altre coppe | Altre coppe | Totale | Totale |
| Stagione          | Squadra           | Comp              | Pres       | Reti       | Comp            | Pres            | Reti            | Comp               | Pres               | Reti               | Comp        | Pres        | Reti        | Pres   | Reti   |
| ----------------- | ----------------- | ----------------- | ---------- | ---------- | --------------- | --------------- | --------------- | ------------------ | ------------------ | ------------------ | ----------- | ----------- | ----------- | ------ | ------ |
| 1955-1956         | Fiorentina        | A                 | 31         | 6          | -               | -               | -               | -                  | -                  | -                  | CG          | 1           | -           | 32     | 6      |
| 1956-1957         | Fiorentina        | A                 | 30         | 9          | -               | -               | -               | CC                 | 7                  | 1                  | CG          | 1           | -           | 38     | 10     |
| 1957-1958         | Fiorentina        | A                 | 28         | 7          | CI              | -               | -               | -                  | -                  | -                  | -           | -           | -           | 28     | 7      |
| Totale Fiorentina | Totale Fiorentina | Totale Fiorentina | 89         | 22         |                 | -               | -               |                    | 7                  | 1                  |             | 2           | -           | 98     | 23     |

### Cronologia presenze e reti in nazionale
Presenze e reti in partite ufficiali

| Cronologia completa delle presenze e delle reti in nazionale ― Brasile | Cronologia completa delle presenze e delle reti in nazionale ― Brasile | Cronologia completa delle presenze e delle reti in nazionale ― Brasile | Cronologia completa delle presenze e delle reti in nazionale ― Brasile | Cronologia completa delle presenze e delle reti in nazionale ― Brasile | Cronologia completa delle presenze e delle reti in nazionale ― Brasile | Cronologia completa delle presenze e delle reti in nazionale ― Brasile | Cronologia completa delle presenze e delle reti in nazionale ― Brasile |
| Data                                                                   | Città                                                                  | In casa                                                                | Risultato                                                              | Ospiti                                                                 | Competizione                                                           | Reti                                                                   | Note                                                                   |
| ---------------------------------------------------------------------- | ---------------------------------------------------------------------- | ---------------------------------------------------------------------- | ---------------------------------------------------------------------- | ---------------------------------------------------------------------- | ---------------------------------------------------------------------- | ---------------------------------------------------------------------- | ---------------------------------------------------------------------- |
| 6-4-1952                                                               | Santiago del Cile                                                      | Messico                                                                | 0 – 2                                                                  | Brasile                                                                | Giochi panamericani                                                    | -                                                                      |                                                                        |
| 10-4-1952                                                              | Santiago del Cile                                                      | Brasile                                                                | 0 – 0                                                                  | Perù                                                                   | Giochi panamericani                                                    | -                                                                      |                                                                        |
| 13-4-1952                                                              | Santiago del Cile                                                      | Brasile                                                                | 5 – 0                                                                  | Panama                                                                 | Giochi panamericani                                                    | 1                                                                      |                                                                        |
| 20-4-1952                                                              | Santiago del Cile                                                      | Cile                                                                   | 0 – 3                                                                  | Brasile                                                                | Giochi panamericani                                                    | -                                                                      |                                                                        |
| 1-3-1953                                                               | Lima                                                                   | Brasile                                                                | 8 – 1                                                                  | Bolivia                                                                | Campeonato Sudamericano de Football                                    | 4                                                                      |                                                                        |
| 15-3-1953                                                              | Lima                                                                   | Brasile                                                                | 1 – 0                                                                  | Uruguay                                                                | Campeonato Sudamericano de Football                                    | -                                                                      |                                                                        |
| 19-3-1953                                                              | Lima                                                                   | Perù                                                                   | 1 – 0                                                                  | Brasile                                                                | Campeonato Sudamericano de Football                                    | -                                                                      |                                                                        |
| 23-3-1953                                                              | Lima                                                                   | Brasile                                                                | 3 – 2                                                                  | Cile                                                                   | Campeonato Sudamericano de Football                                    | 1                                                                      |                                                                        |
| 27-3-1953                                                              | Lima                                                                   | Paraguay                                                               | 2 – 1                                                                  | Brasile                                                                | Campeonato Sudamericano de Football                                    | -                                                                      |                                                                        |
| 1-4-1953                                                               | Lima                                                                   | Paraguay                                                               | 3 – 2                                                                  | Brasile                                                                | Campeonato Sudamericano de Football                                    | -                                                                      |                                                                        |
| 28-2-1954                                                              | Santiago del Cile                                                      | Cile                                                                   | 0 – 2                                                                  | Brasile                                                                | Qual. Mondiali 1954                                                    | -                                                                      |                                                                        |
| 7-3-1954                                                               | Asunción                                                               | Paraguay                                                               | 0 – 1                                                                  | Brasile                                                                | Qual. Mondiali 1954                                                    | -                                                                      |                                                                        |
| 14-3-1954                                                              | Rio de Janeiro                                                         | Brasile                                                                | 1 – 0                                                                  | Cile                                                                   | Qual. Mondiali 1954                                                    | -                                                                      |                                                                        |
| 21-3-1954                                                              | Rio de Janeiro                                                         | Brasile                                                                | 4 – 1                                                                  | Paraguay                                                               | Qual. Mondiali 1954                                                    | 2                                                                      |                                                                        |
| 16-6-1954                                                              | Ginevra                                                                | Brasile                                                                | 5 – 0                                                                  | Messico                                                                | Mondiali 1954 - 1º turno                                               | 1                                                                      |                                                                        |
| 19-6-1954                                                              | Losanna                                                                | Brasile                                                                | 1 – 1                                                                  | Jugoslavia                                                             | Mondiali 1954 - 1º turno                                               | -                                                                      |                                                                        |
| 27-6-1954                                                              | Berna                                                                  | Ungheria                                                               | 4 – 2                                                                  | Brasile                                                                | Mondiali 1954 - Quarti di finale                                       | 1                                                                      |                                                                        |
| 13-5-1959                                                              | Rio de Janeiro                                                         | Brasile                                                                | 2 – 0                                                                  | Inghilterra                                                            | Amichevole                                                             | 1                                                                      |                                                                        |
| 1-5-1960                                                               | Alessandria d'Egitto                                                   | Rep. Araba Unita                                                       | 1 – 3                                                                  | Brasile                                                                | Amichevole                                                             | -                                                                      |                                                                        |
| 6-5-1960                                                               | Il Cairo                                                               | Rep. Araba Unita                                                       | 0 – 3                                                                  | Brasile                                                                | Amichevole                                                             | -                                                                      |                                                                        |
| 10-5-1960                                                              | Copenaghen                                                             | Danimarca                                                              | 3 – 4                                                                  | Brasile                                                                | Amichevole                                                             | -                                                                      | [ 15 ]                                                                 |
| 26-5-1960                                                              | Buenos Aires                                                           | Argentina                                                              | 4 – 2                                                                  | Brasile                                                                | Copa Roca                                                              | -                                                                      |                                                                        |
| 29-5-1960                                                              | Buenos Aires                                                           | Argentina                                                              | 1 – 4                                                                  | Brasile                                                                | Copa Roca                                                              | 1                                                                      |                                                                        |
| 9-7-1960                                                               | Montevideo                                                             | Uruguay                                                                | 1 – 0                                                                  | Brasile                                                                | Coppa dell'Atlantico                                                   | -                                                                      |                                                                        |
| 30-5-1964                                                              | Rio de Janeiro                                                         | Brasile                                                                | 5 – 1                                                                  | Inghilterra                                                            | Coppa delle Nazioni                                                    | 1                                                                      |                                                                        |
| 3-6-1964                                                               | San Paolo                                                              | Brasile                                                                | 0 – 3                                                                  | Argentina                                                              | Coppa delle Nazioni                                                    | -                                                                      |                                                                        |
| 7-9-1965                                                               | Belo Horizonte                                                         | Brasile                                                                | 3 – 0                                                                  | Uruguay                                                                | Amichevole                                                             | -                                                                      |                                                                        |
| Totale                                                                 |                                                                        | Presenze                                                               | 26                                                                     |                                                                        | Reti (30º posto)                                                       | 13                                                                     |                                                                        |

## Palmarès

### Club

#### Competizioni statali
- Torneo Rio-San Paolo: 3

Portuguesa: 1952, 1955
Palmeiras: 1965
- Campionato paulista: 3

Palmeiras: 1959, 1963, 1966

#### Competizioni nazionali
- Campionato italiano: 1

Fiorentina: 1955-1956
- Campionato brasiliano: 1

Palmeiras: 1960

#### Competizioni internazionali
- Coppa Grasshoppers: 1

Fiorentina: 1957

### Nazionale
- Campionato Panamericano: 1

1952